# Euphorbia dahurica
Euphorbia dahurica là một loài thực vật có hoa trong họ Đại kích. Loài này được Peschkova mô tả khoa học đầu tiên năm 1979.